# مخيم الحسينية
مخيم الحسينية هو ثاني أكبر المخيمات الفلسطينية في سوريا وأحدثها، أقيم عام 1982 على مساحة تقدر ما بين 3 و5 كلم مربع، وتعد أراضي مخيم الحسينية جزءاً من الغوطة الغربية وتقع في الجهة الجنوبية الشرقية من مدينة دمشق، حيث تبعد عنها مسافة  (13 كم). يقع المخيم والذي كان سابقا يعرف بحوش صهيا أو حوش قويل على الحدود الجنوبية لغوطة دمشق، ويقع إلى الجنوب من بلدة السيدة زينب على بعد 2 كم. 
قدر عدد السكان في منتصف العام ( 2012م ) بـ( 50000) لاجئ فلسطيني وفق إحصائيات غير رسمية، وتجد الإشارة إلى التوسع والزيادة السكانية التي شهدها المخيم، كانت نتيجة نزوح عدد من سكان مخيم جرمانا في ثمانينات القرن الماضي، نتيجة تعرض منازلهم للهدم من أجل عملية توسيع الطرق وتحسين مدخل مدينة دمشق وشق الطرق السريعة، بقية سكان المخيم هم من النازحين السوريين من الجولان عام (1967) والجزء الآخر هم من محافظات أخرى مثل (الحسكة - ادلب - دير الزور – حلب ).
شهد المخيم حالات نزوح جماعية لسكانه في تشرين الأول من العام 2013، فقد أدت المعارك العنيفة التي اندلعت بين قوات النظام وقوات المعارضة المسلحة إلى نزوح السكان عن المخيم، حيث تعرض المخيم للقصف. انتهت المعارك بسيطرة قوات النظام على المنطقة التي شهدت دماراً واسعاً، وتراوحت الأضرار بين دمار واحتراق كلي للبيوت وبين دمار جزئي.
دليلك في الحسينية
في عام 2015 سُمح للأهالي والسكان بالعودة جزئيا إلى المخيم، بلغ عدد العائلات التي دخلت تقريبا (9000– 9300) ولا يمكن إحصاء عدد المفقودين أو الشهداء إلا تقديريا لأن الغالبية من العوائل لم تعد لمنازلها، ويمكن اعتماد أرقام تقريبية حيث يبلغ عدد القتلى ما يقارب الـ (500) ، والمفقودين يقاربون الـ(800) مفقود ، والمهاجرون ما يقارب الـ(700) شاب وشابة .

## الخدمات
بلغت الأوضاع الاقتصادية والخدمية حدًا سيئًا، أدت إلى تعطيل الكثير من المهن وإغلاق العديد من الشركات، وخاصة أن أبناء المخيم من أصحاب المهن والأعمال الموسمية الحرة، وتراجع مستوى دخل الأسرة.
أما صحيًا فالخدمات المقدمة قليلة للسكان، حيث كان يوجد مستوصف المشروع وهو تابع لمديرية صحة مدينة دمشق، وهناك قبو تابع للمستوصف تم تجهيزه ليحتوي على عيادات شاملة واستقبال الحالات الإسعافية، ومستوصف القنيطرة، ومركز الأونروا التابع لوكالة الغوث ويقدم مجموعة من الخدمات الطبية.
أما ما يخص الوضع التعليمي، فإنه وبعد الأزمات التي مرَّ بها المخيم، كانت الأضرار في هذه القطاع مرتفعة، وتشمل المشاكل التي يعاني منها القطاع التعليمي بـ الأضرار المادية التي لحقت بالمدارس نتيجة الحرب الأهلية السورية، والنقص في الخدمات الأساسية ضمن المدارس، والنقص في أعداد المدرسين، واكتظاظ بعض المدارس بالطلاب والنقص الكبير في مدارس أخرى.وارتفاع نسبة المتسربين من المدارس في المرحلة الابتدائية و الاعدادية. شهد المخيم تراجع في نسبة الطلاب الجامعيين بسبب الهجرة العديد منهم .

## نشأة التجمع[2]
تأسس تجمع الحسينية في سنة 1982 على أراضي الغوطة الغربية في الجهة الجنوبية الشرقية للعاصمة السورية دمشق، وهو يبعد مسافة 13 كيلومتراً عن مركز المدينة، وأقيم على مساحة تقدر ما بين 3 إلى 5 كيلومترات مربعة، ويحده من الشمال تجمع “الذيابية” للنازحين السوريين من الجولان، ومن الشرق أراضي “حوش قويل”، ومن الجنوب مساكن قرية “نجها” ومن الغرب مساكن قرية “حوش صهيا”. 
ع سبب اختيار عدد من اللاجئين الفلسطينيين النزوح إلى هذه المنطقة إلى قربها من مدينة دمشق وتوفر أراضٍ معروضة للبيع فيها ويمكن البناء عليها. ثم راحت حركة البناء في التجمع تتوسع بالتوازي مع ازدياد عدد اللاجئين الفلسطينيين الذين نزحوا إليه بعد هدم مساكنهم في مخيم جرمانا، منذ سنة 1984 ثم في سنوات 1994 و1997 و2004. وقد قّدّر عدد أفراد العائلات التي نُقلت من مخيم جرمانا بنحو 8910 لاجئين.

## سكان التجمع[2]
تشير بعض المصادر إلى أن عدد السكان الأوائل الذين قطنوا تجمع الحسينية بلغ، في سنة 1983، 200 نسمة فقط. ثم ازداد عددهم ليبلغ نحو 17,000 نسمة في سنة 1995. وبحسب الإحصاء الرسمي الأول، الذي أُجري في سنة 2004، بلغ عدد سكان التجمع نحو 28,384 نسمة. وبعد تشييد ضاحية الحسينية الثانية، وهي المعروفة باسم مشروع توسع ضاحية الحسينية، وصل عدد السكان إلى 90,000 نسمة في سنة 2010، شكّل اللاجئون الفلسطينيون نحو 51 إلى 57% منهم.
بالإضافة إلى الفلسطينيين الذين نزحوا إلى تجمع الحسينية من مخيم جرمانا ومن مخيمات أُخرى، يضم التجمع فئات وشرائح اجتماعية سورية فقيرة بصورة عامة، دفعتها الحاجة إلى البحث عن مأوى ملائم، وعدداً من أبناء محافظة القنيطرة في الجولان السوري الذين أُجبروا على النزوح عقب حرب حزيران/ يونيو 1967، وعائلات نزحت من محافظات سورية أُخرى، مثل محافظة دمشق، ومحافظة ريف دمشق ومحافظة إدلب.
نظراً إلى كون معظم السكان الفلسطينيين في تجمع الحسينية هم في الأصل من مخيم جرمانا، فهم ينحدرون من القرى التي نزح منها لاجئو هذا المخيم، أي من قرى سهل الحولة في قضاء صفد (الصالحية، الخالصة، القيطية، الدوارة، الزاوية، المنصورة، العابسية، الخصاص، المفتخرة) ومن قرى قضاء طبرية (الحمة ولوبيا)، وعشائر صفد وطبرية (الوُهَيب وكراد البقارة وكراد الغنامة وعرب المساعيد والتلاوية والزنغرية). أمّا البقية من الفلسطينيين من سكان هذا التجمع، فهم ينحدرون من مدينة حيفا وقراها (الطيرة، إجزم والطنطورة) ومن قرى قضاء الناصرة (سولم).

## البنى التحتية[2]
اعتمد اللاجئون الفلسطينيون الذين نزحوا إلى تجمع الحسينية على أنفسهم في بناء مساكنهم، وهي عملية تمت على مراحل بسبب ضعف إمكاناتهم المادية. وقد تميّزت هذه المساكن بتلاصقها وانكشافها على بعضها بعضاً، وتشابه الكثير منها مع المساكن الريفية التي تنعدم فيها المرافق العامة. أمّا الشوارع في التجمع، فهي ضيقة وتشكو من عدم العناية الكافية بها من السلطات البلدية المسؤولة عن التجمع، إذ تكثر فيها الحفر التي يغطيها الغبار في فصل الصيف، والوحل في فصل الشتاء.

## الماء[2]
يعاني تجمع الحسينية، منذ نشأته، مشكلة نقص المياه، أكان ذلك على مستوى مياه الشرب، أم على مستوى المياه التي تُستخدم للحاجات اليومية المتعددة. فالموقع الذي أقيم عليه التجمع تندر فيه المياه الجوفية، ناهيك عن أن ضعف الخدمات البلدية يحول دون إيجاد حلول لهذه المشكلة، الأمر الذي يدفع السكان إلى الاستعانة بالصهاريج لتلبية حاجتهم إلى مياه الشرب على الرغم من تضخم أسعارها.

## الصرف الصحي[2]
تشكّل أزمة الصرف الصحّي، إحدى أبرز المشكلات الخدمية التي طالما عانى جراءها سكّان التجمع، وخصوصاً خلال فصل الشتاء، إذ تتحول شوارع التجمع وأزقته إلى مستنقعات للمياه الآسنة. وعلى الرغم من قيام السلطات البلدية باستبدال شبكات الصرف الصحّي في التجمع، فإن هذه الخدمة ما زالت غير كافية لسواد السكان القاطنين هناك.

## الكهرباء[2]
دخلت الكهرباء إلى تجمع الحسينية في سنة 1985، بعد إقامة مركز ليوفّر هذه الخدمة لساكني المنطقة. ومع تزايد عدد سكان التجمع، أقيمت مراكز توزيع أُخرى، لكن شبكة الكهرباء التي تمّ تمديدها في التجمع بقيت، في معظمها، هوائية تكثر فيها الأعطال والسرقات.

## الأوضاع الاقتصادية والاجتماعية[2]
يعاني سكان تجمع الحسينية أوضاعاً اقتصادية سيئة، إذ يسود الفقر في أوساطهم، باستناء بعض العائلات متوسطة الحال التي يعمل أفراد منها في وكالة الأونروا. ويواجه سكان التجمع تحدياً كبيراً ناجماً عن مشكلة نقص وسائل المواصلات وعدم ثبات تسعيرة النقل، التي يشكو منها، بصورة خاصة، الرجال والنساء الذين يعملون خارج التجمع والطلبة الجامعيون.

## العمل[2]
يعمل أكثر من ثلثَي الناشطين اقتصادياً من الرجال والنساء خارج التجمع، إذ يعمل الرجال في الورش التي تهتم بأعمال البناء والتشييد، ومستخدمين في الدوائر الرسمية، وخصوصاً في المحافظة. بينما تعمل كثير من النساء، اللواتي دخلن سوق العمل لسد حاجات العائلة، في خدمة منازل العائلات الغنية خارج التجمع.

## العلاقة مع المحيط[2]
تُعتبر علاقة اللاجئين الفلسطينيين في تجمع الحسينية مع محيطهم جيدة، وذلك لعدة أسباب أهمها علاقات المصاهرة والاختلاط التي نشأت بين السكان، ولا سيما أن هؤلاء السكان هم، منذ نشأة التجمع، خليط من السوريين والفلسطينيين الذين يسكنون في مساكن متجاورة.

## الإشراف على التجمع[2]
لم يكن لأي مؤسسة أو جهة رسمية، في البدء، دور في الإشراف على اللاجئين الفلسطينيين في الحسينية، لكن مع مرور الوقت واتساع مساحة الأرض المأهولة وازدياد عدد السكان، قامت الهيئة العامة للاجئين الفلسطينيين العرب بإجراء إحصاء للسكان من أجل توفير المتطلبات الخدمية للسكان، وافتتحت مركزاً في التجمع لتقدم من خلاله خدماتها. ومن ناحية أُخرى، تقدم وكالة الأونروا عدداً من الخدمات للاجئين الفلسطينيين في التجمع من خلال المنشآت التعليمية والصحية ومراكز الخدمات الاجتماعية التي أقامتها فيه.
ويخضع التجمع لإشراف البلديات المنبثقة من المحافظات السورية بحسب مكونات السكان، إذ تشرف محافظة القنيطرة على أبناء المحافظة المقيمين بالتجمع، كما تشرف محافظة ريف دمشق على أبناء المحافظة المقيمين به، بينما تشرف محافظة دمشق على المشروع السكني الذي أقامته في التجمع، والذي ينقسم إلى قديم وجديد.
وبسبب تعدد هذه الجهات المشرفة، والتداخلات بين السكان، تضعف الخدمات المقدمة لهؤلاء السكان، إذ إن كل جهة من هذه الجهات تلقي مسؤولية تقديم الخدمات على غيرها.

## التجمع بعد سنة 2011[2]
عقب اندلاع الحرب في  سوريا، والمواجهة بين الجيش السوري ومجموعات مسلحة سيطرت على منطقة الحسينية، تضررت الممتلكات والمنشآت القائمة في تجمع الحسينية كثيراً ونزح سكانه إلى خارج المنطقة في تشرين الأول/ أكتوبر 2013. وفي النصف الثاني من سنة 2015 سيطر الجيش السوري على المنطقة، ثم عاد أهالي التجمع بالتدريج إليه.
وقد رأت وكالة الأونروا في عودة السكان إلى الحسينية "قصة نجاح نادرة في النزاع السوري"، إذ تمكن عدد كبير من أفراد العائلات الفلسطينية التي كانت تقطن في التجمع (نحو 6000 عائلة) من العودة إلى مساكنهم، في شهر آب/ أغسطس 2015، وذلك لأول مرة منذ بداية سنة 2013. كما بدأت وكالة الأونروا تقدم قروض التمويل الصغير لمساعدة هذه العائلات على إعادة بناء حياتها، وقررت الاحتفال بهذه البداية الجديدة، بالتعاون مع المجتمع المحلي من خلال غرس 100 شجرة في مختلف أرجاء التجمع.